# 光音寺町
光音寺町（こうおんじちょう）は、愛知県名古屋市北区の地名。現行行政地名は光音寺町1丁目から光音寺町4丁目と字野方（のがた）。住居表示未実施。

## 地理
名古屋市北区の西部に位置する。町の北部（字野方）が野方通に分断され飛地になっている。

### 河川
- 庄内用水（惣兵衛川）

## 歴史
往古は森綱村と称し、現在の光音寺付近より東方に集落があったとされるが、水害を避けるため、現在の位置に移転したという。また、集落が移転した後、光音寺が創建されたため、その寺院の名にちなみ、以降光音寺村と称すようになったという（『尾張徇行記』）。専ら農業により生計を立てていた村だったが、大正から昭和初期にかけて、工業化が進行したという（『北区誌』1964年）。

### 沿革
- ～鎌倉時代 - 盛綱（森綱とも）村と称されていたが、光音寺創建により光音寺村と改称[1]。
- 1880年（明治13年） - 西春日井郡成立に伴い、同郡に所属[1]。
- 1889年（明治22年）10月1日 - 萩野村に編入され、大字光音寺となる[1]。
- 1937年（昭和12年）3月1日 - 西春日井郡萩野村大字光音寺を名古屋市西区に編入し、光音寺町に改称[2]。
- 1937年（昭和12年）11月1日 - 字葭原の一部を大野町に、字五反田の一部を金田町に編入[2]。
- 1942年（昭和17年）2月1日 - 字中須・方丈前・稲生町字井桁東・西新田の各一部より1丁目・2丁目を編成[2]。
- 1944年（昭和19年）6月1日 - 字江下浦・野方・北浦・古墓の各一部が野方通1～4丁目へ、字江下浦の一部が桝形町1丁目へ編入[2]。
- 1945年（昭和20年）1月1日 - 北区光音寺町の一部より1-4丁目を編成。また、一部が以下の通り金城町3-4丁目・中丸町1-3丁目・萩野通1-2丁目・鳩岡町1-2丁目・水草町1-2丁目・浪打町1-2丁目に編入される[2]。
  - 字彦治河戸・方丈前・郷中・中丸・江下浦・北浦・東出・水草・中須・稲生町字井桁東・西新田の各一部を光音寺町1-4丁目とする。
  - 字高屋田・水草・東出・北浦の各一部が金城町3-4丁目へ編入される。
  - 字彦治河戸・中須・中丸・高屋田・水草の各一部が中丸町1-3丁目へ編入される。
  - 字中道間・浪打・油田・葭原・道下・五反田・古墓・鳩岡の各一部が萩野通1-2丁目へ編入される。
  - 字葭原・道下・五反田・鳩岡の各一部が鳩岡町1-2丁目へ編入される。
  - 字高屋田・水草・東出・浪打・中道間・油田・北浦・古墓の各一部が水草町1-2丁目へ編入される。
  - 字中道間・浪打・油田・古墓の各一部が浪打町1-2丁目へ編入される[3]。
- 1945年（昭和20年）4月20日 - 字江下浦・郷中の各一部を2丁目とする。字北浦が金城町4丁目へ編入[4]。
- 1954年（昭和29年）5月1日 - 字高屋田の一部が金城町2丁目へ、字彦治河戸・高屋田の各一部が平手町1～2丁目へ、字油田・高屋田の各一部が八代町1～2丁目へ編入[4]。
- 1956年（昭和31年）7月13日 - 西区稲生町字杁先の一部を字野方とする[4]。
- 1978年（昭和53年）11月26日 - 住居表示の実施により、字古墓・鳩岡の残部全部および字野方の一部が川中町へ編入[4]。

### 字一覧
『愛知県地名収攬』によると光音寺村には以下の字が所在した。また、それらの字が町名変更を経て現在のどの町にあたるのか『北区 私たちのまち』の記述を元にして記した。したがって実際の変遷とは多少の誤差がある可能性がある。
- 彦治河戸（ひこしのこうと）

現在の光音寺町・中丸町・平手町の一部にあたる。
- 中須（なかす）

現在の光音寺町・中丸町の一部にあたる。
- 方丈前（ほうじょうまえ）

現在の光音寺町の一部にあたる。
- 江下浦（えげうら）

現在の光音寺町・野方通・桝形町の一部にあたる。
- 北浦（きたうら）

現在の光音寺町・金城町・水草町の一部にあたる。
- 郷中（こうなか）

現在の光音寺町の一部にあたる。
- 中丸（ちゅうまる）

現在の光音寺町・中丸町の一部にあたる。また、中丸町の由来ともなった。
- 水草（みくさ）

現在の光音寺町・金城町・中丸町・水草町の一部にあたる。また、水草町の由来となった。
- 高屋田（こうやた）

現在の金城町・中丸町・水草町・平手町・八代町の一部にあたる。
- 油田（あぶらだ）

現在の萩野通・浪打町・水草町・八代町の一部にあたる。
- 葭原（よしはら）

現在の大野町・萩野通・鳩岡町の一部にあたる。
- 浪内（なみうち）

現在の萩野通・水草町の一部にあたる。また、浪打町の由来ともなった。
- 東出（ひかして）

現在の光音寺町・金城町・水草町の一部にあたる。
- 古墓（ふるはか）

現在の野方通・萩野通・浪打町・水草町・川中町の一部にあたる。
- 五反田（こたんた）

現在の金田町・萩野通・鳩岡町の一部にあたる。
- 鳩岡（はとか）

現在の萩野通・鳩岡町・川中町の一部にあたる。また、鳩岡・鳩岡町の由来となった。
- 道下（みちした）

現在の萩野通・鳩岡町の一部にあたる。
- 中道間（なかみちま）

現在の萩野通・浪打町・水草町の一部にあたる。

## 世帯数と人口
2019年（平成31年）1月1日現在の世帯数と人口は以下の通りである。
| 町丁     | 世帯数    | 人口    |
| -------- | --------- | ------- |
| 光音寺町 | 1,168世帯 | 2,490人 |

### 人口の変遷
国勢調査による人口の推移
| 2000年（平成12年） | 2,873人 | [ WEB 5 ] |  |
| 2005年（平成17年） | 2,677人 | [ WEB 6 ] |  |
| 2010年（平成22年） | 2,487人 | [ WEB 7 ] |  |
| 2015年（平成27年） | 2,447人 | [ WEB 8 ] |  |

## 学区
市立小・中学校に通う場合、学校等は以下の通りとなる。また、公立高等学校に通う場合の学区は以下の通りとなる。なお、小学校は学校選択制度を導入しておらず、番毎で各学校に指定されている。
| 丁目・字       | 小学校                                    | 中学校               | 高等学校 |
| -------------- | ----------------------------------------- | -------------------- | -------- |
| 光音寺町1丁目  | 名古屋市立光城小学校                      | 名古屋市立志賀中学校 | 尾張学区 |
| 光音寺町2丁目  | 名古屋市立光城小学校                      | 名古屋市立志賀中学校 | 尾張学区 |
| 光音寺町3丁目  | 名古屋市立光城小学校                      | 名古屋市立志賀中学校 | 尾張学区 |
| 光音寺町4丁目  | 名古屋市立光城小学校                      | 名古屋市立志賀中学校 | 尾張学区 |
| 光音寺町字野方 | 名古屋市立光城小学校 名古屋市立川中小学校 | 名古屋市立志賀中学校 | 尾張学区 |

## 交通

### 鉄道
当町内には鉄道は存在しない。
かつて名古屋市電清水口延長線が延長され「光音寺町」電停が設置される計画が存在したというが、実現する前に路線自体が廃止された。

### バス
名古屋市営バス（名古屋市交通局）
- 又穂住宅東停留所[WEB 12]
  - イのりば - 名駅13系統（上飯田行）・栄11系統（栄行）
- 愛工前停留所[WEB 13]
  - アのりば - 名駅13系統（中切町行）・栄13系統（安井町西行）
- 福徳町停留所[WEB 14]
  - アのりば - 名駅13系統（中切町行）・栄13系統（安井町西行）・黒川14系統（安井町西行）・北巡回系統（右回り黒川行）
  - ウのりば - 名駅13系統（名古屋駅行）・栄13系統（栄行）
- 川中停留所[WEB 15]
  - アのりば - 名駅13系統（中切町行）・栄13系統（安井町西行）・黒川14系統（安井町西行）・北巡回系統（右回り黒川行）
  - ウのりば - 名駅13系統（名古屋駅行）・栄13系統（栄行）・黒川14系統（黒川行）・北巡回系統（福徳町経由左回り黒川行）
- この他、町域外ではあるが光音寺町停留所が設置されている。

### 道路
- 国道41号（空港線）
- 名古屋高速1号楠線

## 施設

### 字野方

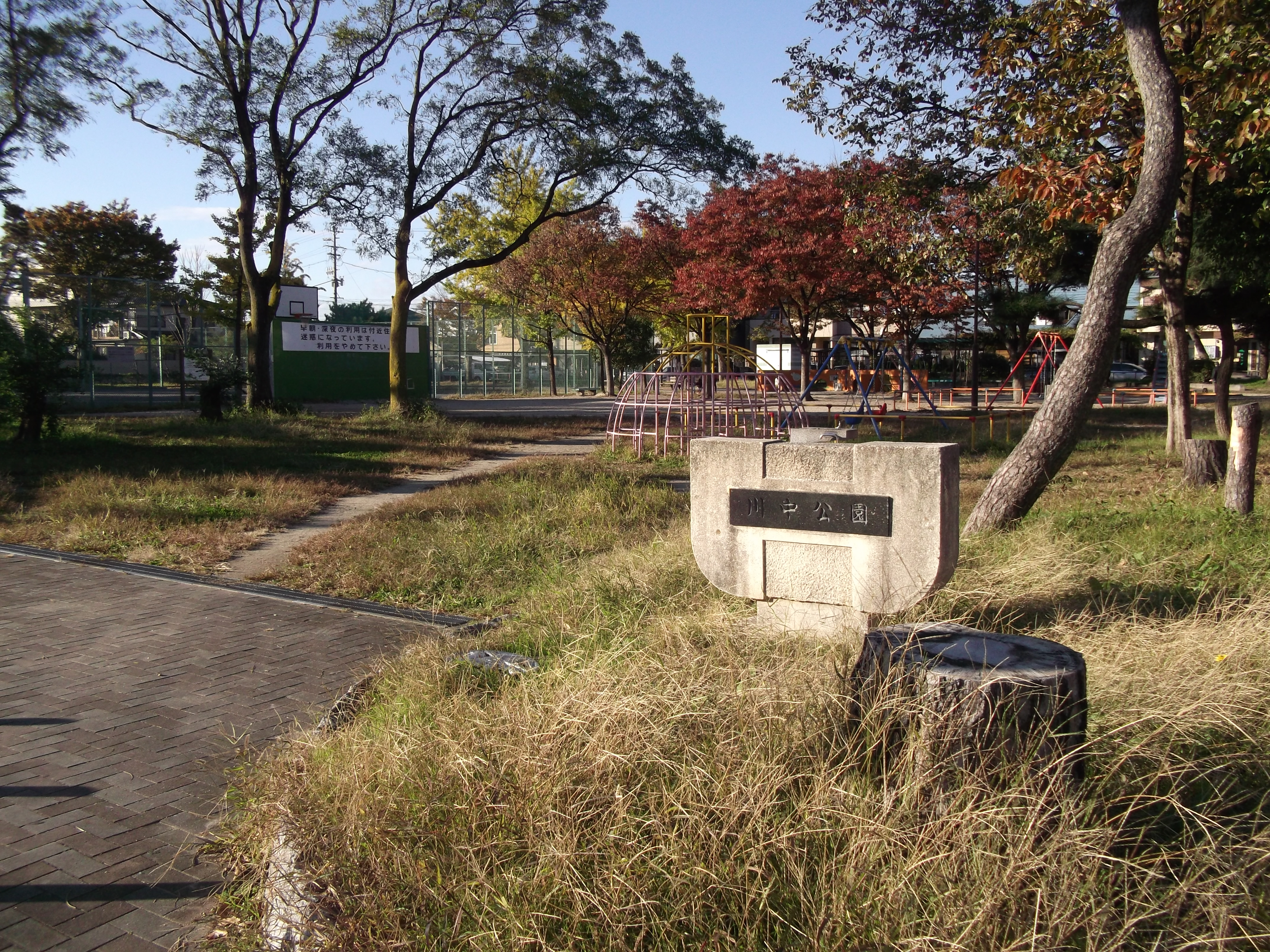
川中公園（2013年11月）

- 愛知県立愛知工業高等学校跡地
- 愛知県警察名古屋交通反則通告センター
- 名古屋福徳郵便局
- 川中公園
- 東京法令出版東海営業所
- かつては愛知県警察学校が所在した。

- 川中公園（2013年11月）

### 3丁目
- 曹洞宗横雪山光音寺
- 曹洞宗梅馨山松音寺

1621年（元和7年）9月13日財庵相富和尚が建て、開山は道円本成和尚によるものという。本尊は地蔵菩薩。脇仏として薬師如来が安置されるが、これは元々在家に伝わったものが後に納められたという。
- 真言宗大龍院

1395年（応永2年）11月、村瀬氏修験入我坊なる人物による不動明王安置が始まりと伝わる。もとは修験道場だったが、1873年（明治6年）より真言宗醍醐派所属。濃尾地震に被災するが、1893年（明治26年）10月再建。
- 萩野幼児園
- 光和幼稚園

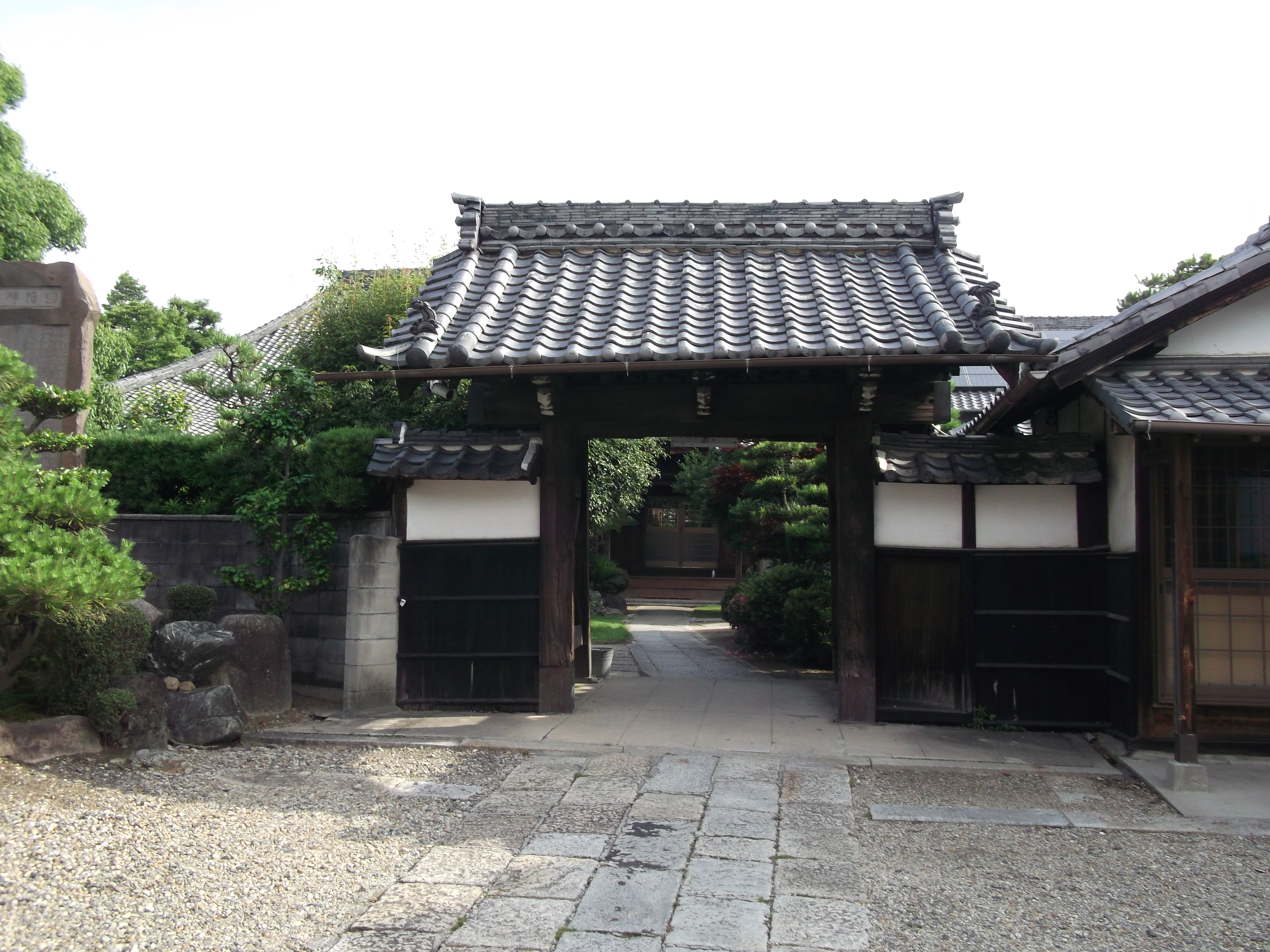
光音寺（2013年6月）
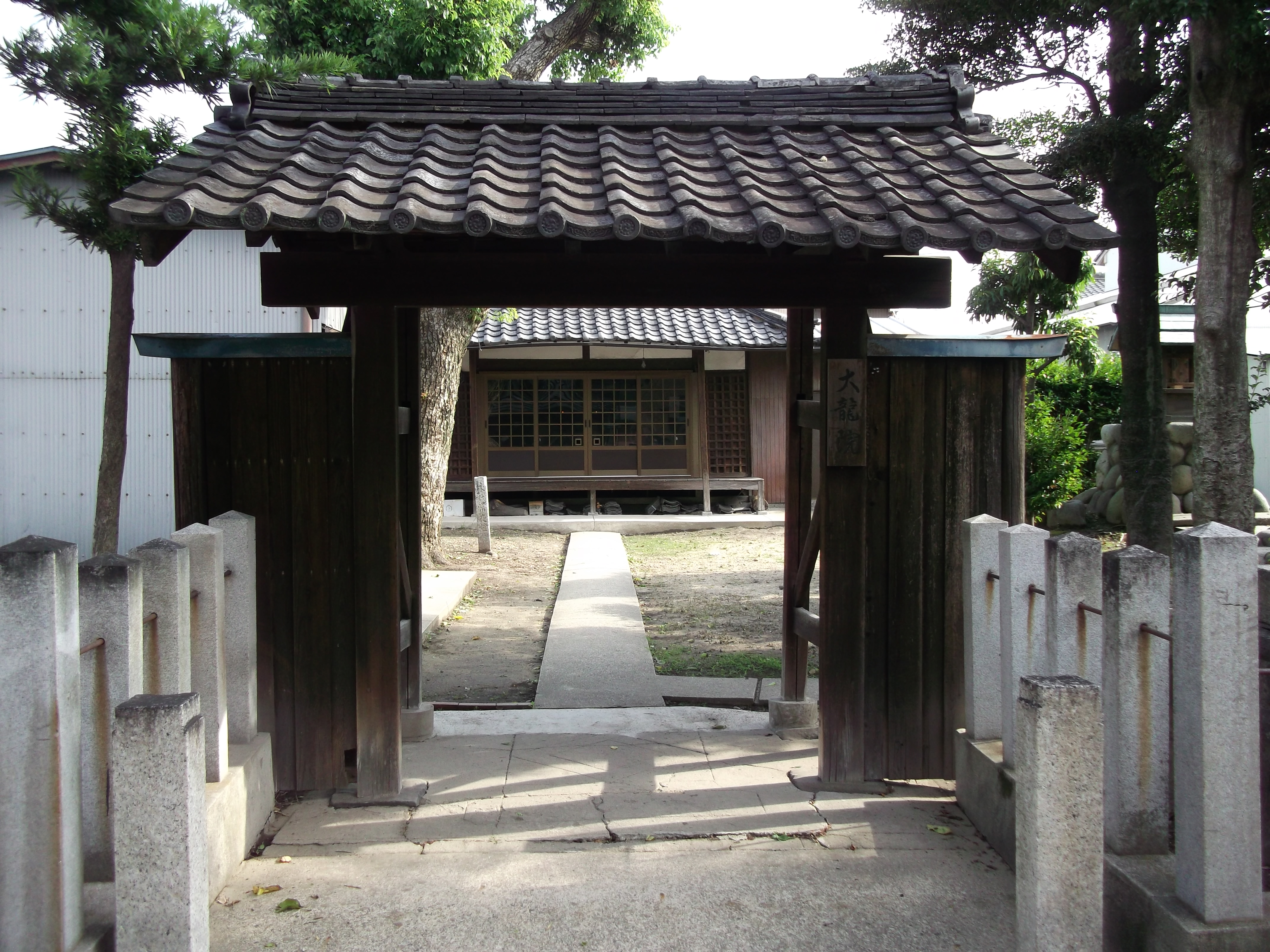
大龍院（2013年6月）
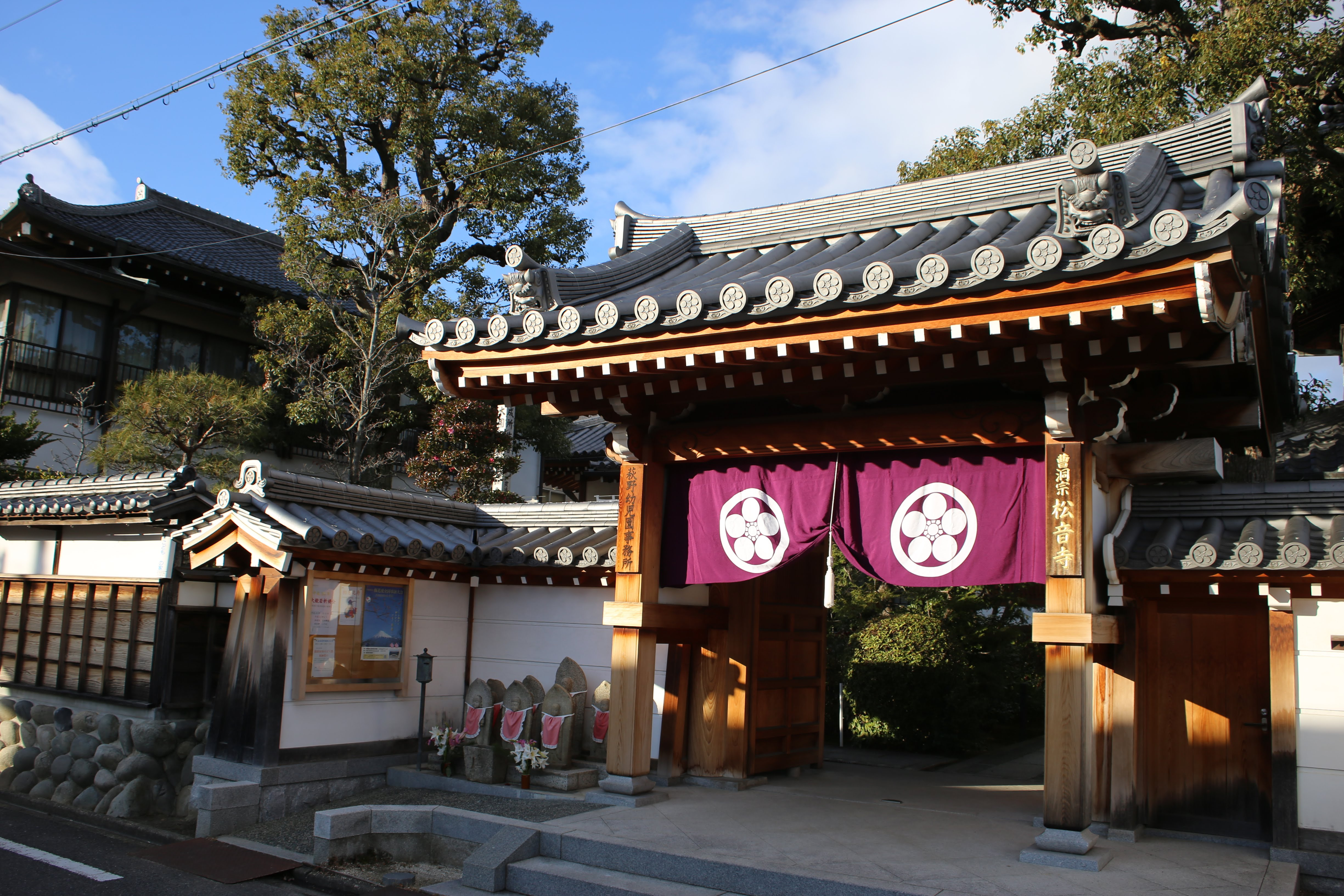
松音寺（2018年1月）
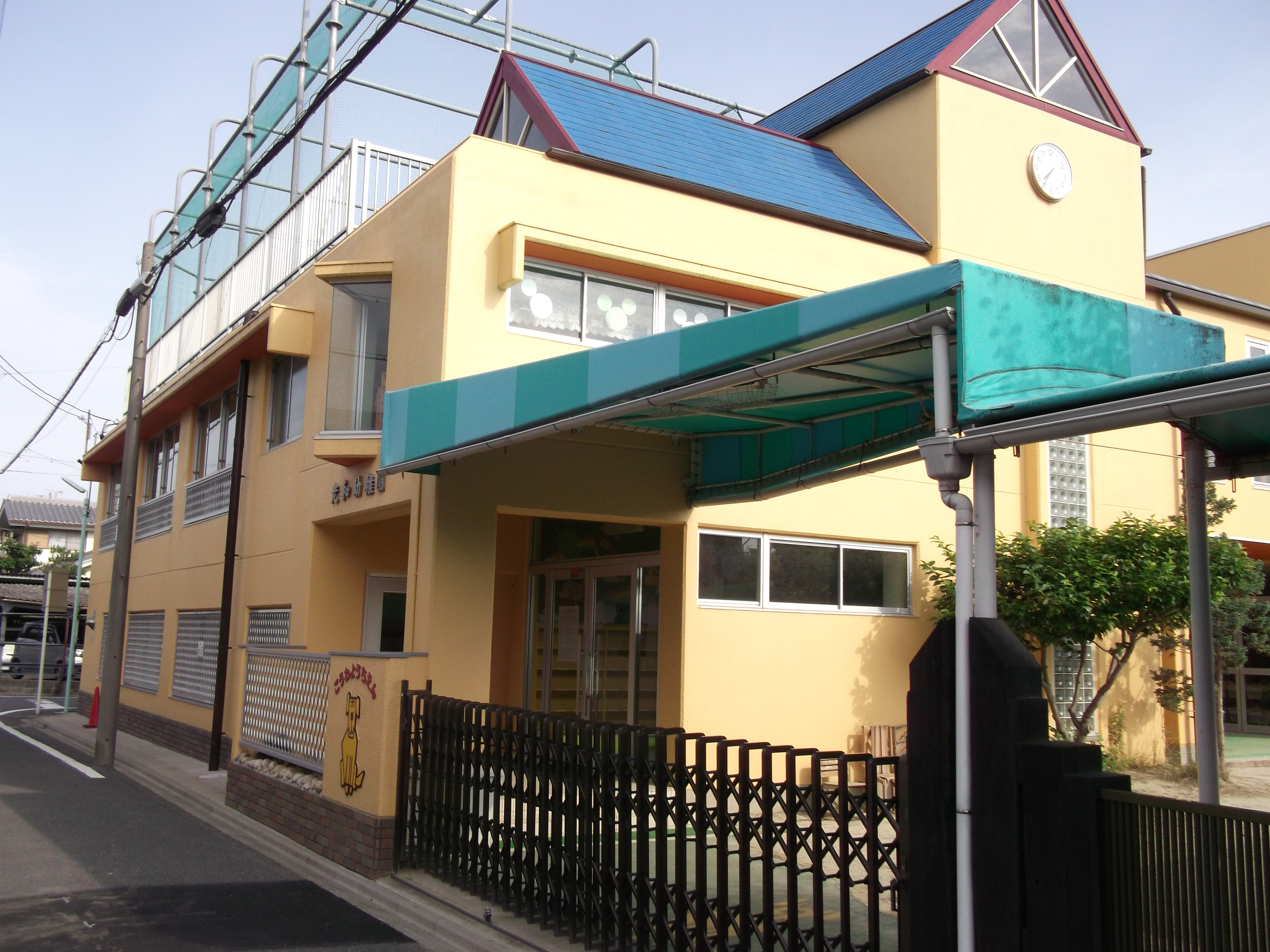
光和幼稚園（2013年6月）
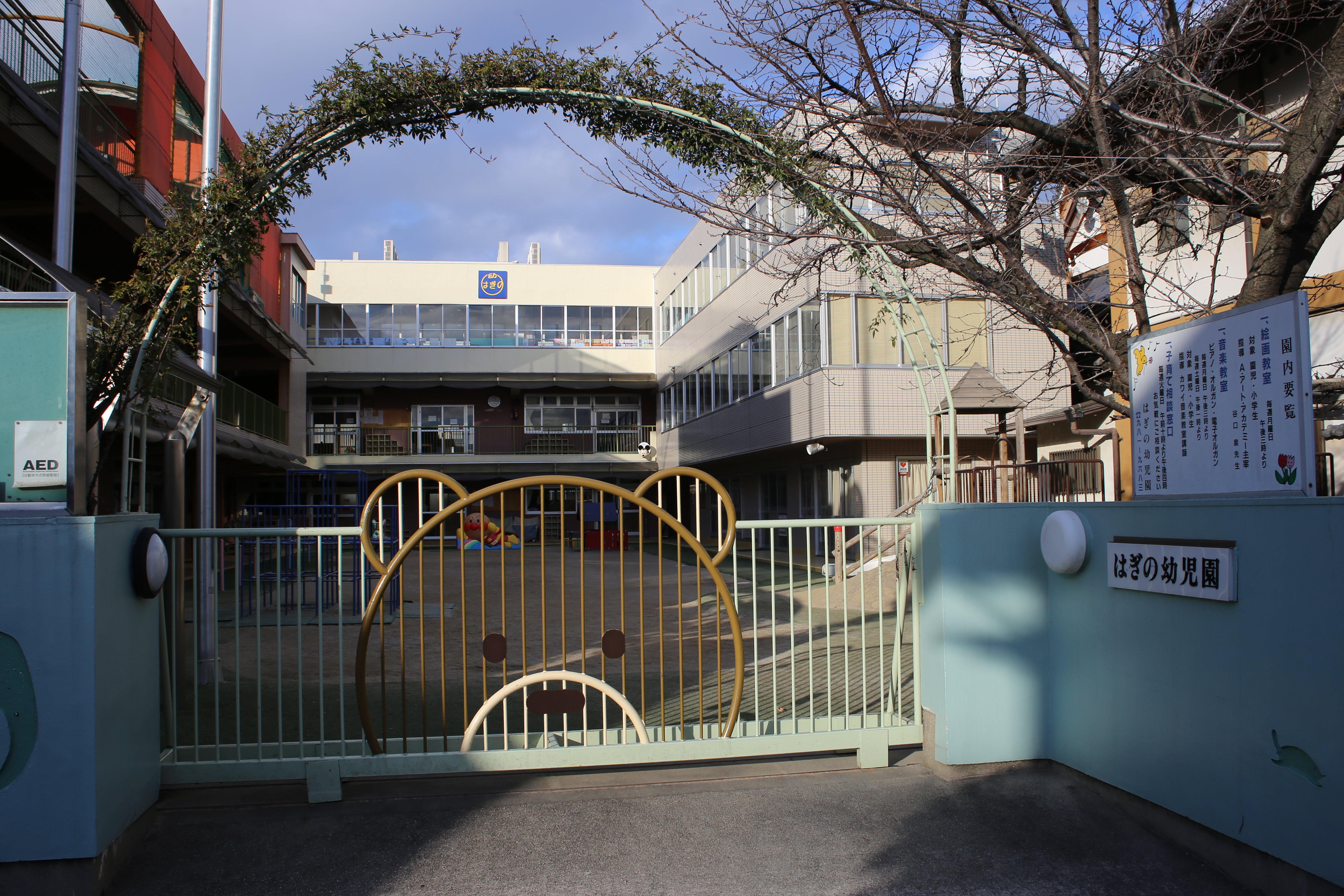
萩野幼児園（2018年1月）

### 4丁目
- 名古屋市立光城小学校

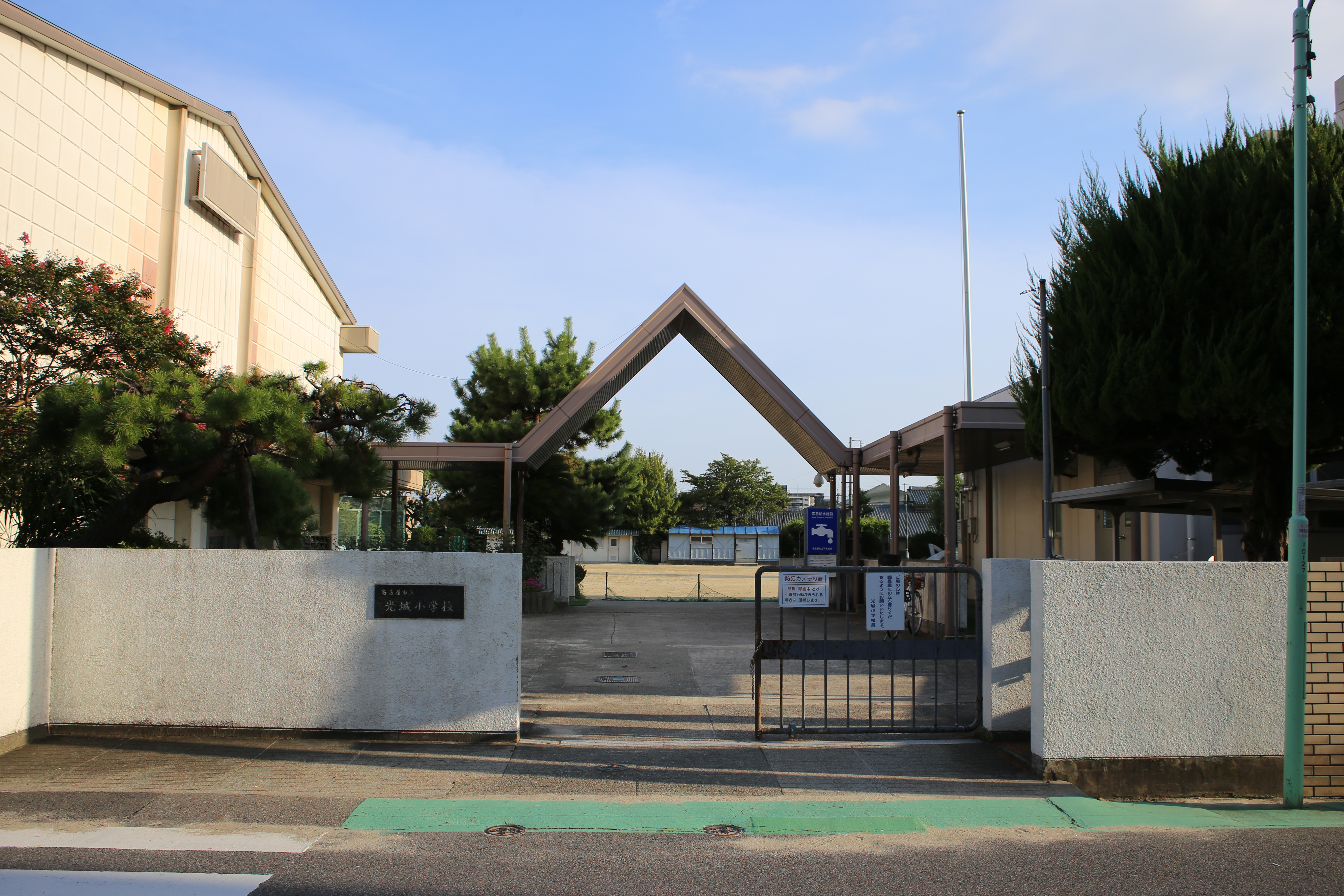
名古屋市立光城小学校（2017年8月）

## その他
『西春日井郡誌』305頁によると、光音寺かりもりと称する長さ1尺にもなるカリモリが細々と生産されていたという。

### 日本郵便
- 郵便番号 : 462-0053[WEB 2]（集配局：名古屋北郵便局[WEB 16]）。